# Пензіно (Польща)
Пензіно (пол. Pęzino) — село в Польщі, у гміні Старґард Старгардського повіту Західнопоморського воєводства.
Населення — 1137 осіб (2011).
У 1975-1998 роках село належало до Щецинського воєводства.

## Демографія
Демографічна структура станом на 31 березня 2011 року:
|          | Загалом | Допрацездатний вік | Працездатний вік | Постпрацездатний вік |
| -------- | ------- | ------------------ | ---------------- | -------------------- |
| Чоловіки | 569     | 131                | 398              | 40                   |
| Жінки    | 568     | 125                | 344              | 99                   |
| Разом    | 1137    | 256                | 742              | 139                  |